# John Watkins Brett

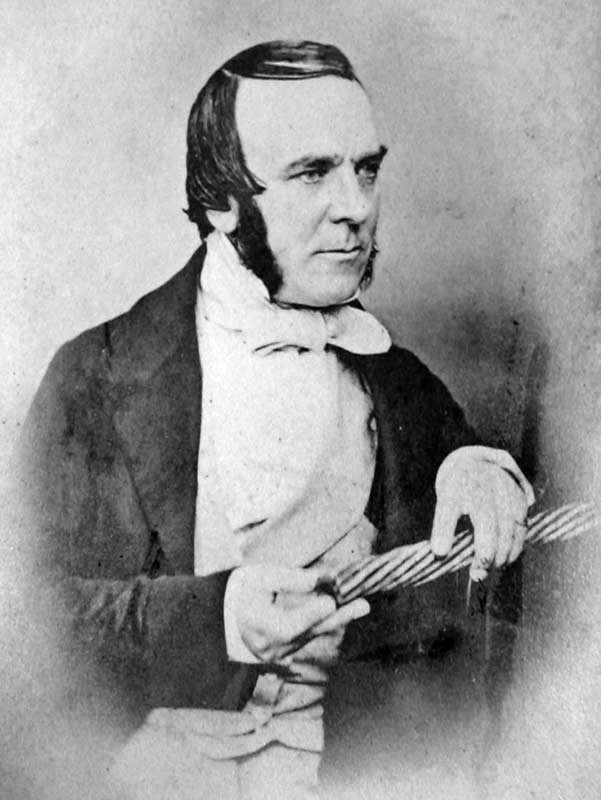
John Watkins Brett

John Watkins Brett (Bristol, 10 juni 1805 – Londen, 3 december 1863) was een Brits telegraafingenieur die de eerste functionele onderzeese telegraafkabel aanlegde op de bodem van het Kanaal.
Samen met zijn broer Jacob Brett (1808-1898) legde hij in 1850 de eerste onderzeese kabel aan tussen Cap Gris-Nez in Frankrijk naar Dover. Als gevolg van slechte isolatie en een falende armering – een Franse visserman sneed de kabel doormidden – was deze kabel maar een kortstondig leven beschoren. Niet uit het veld geslagen door deze teleurstelling ondernamen ze het jaar erop een tweede poging. Op 25 september 1851 bereikten de broers wel hun doel. Hierbij gebruikten ze een vier-aderige koperkabel die was geïsoleerd met guttapercha, voorzien van een waterdichte mantel van geteerde hennepvezels en mechanisch beschermd met gegalvaniseerde staaldraden. Twee maanden later, op 13 november werd de lijn feestelijk geopend voor het publiek.
Zonder verdere moeilijkheden slaagden de gebroeders Brett erin om in 1854 een diepzeekabel aan te leggen in de Middellandse Zee tussen Frankrijk en Corsica tot aan Sardinië. Om de kabelaanleg mogelijk te maken van Sardinië naar Algerije richtten de broers de Mediterranean Extension Telegraph Company op. Het leggen van de kabel werd een fiasco; bij een zeediepte van 500 meter brak de kabel onder zijn eigen gewicht. De gebroeders Brett ondernamen nog een tweede poging, maar nadat ook deze faalde gaven ze het project definitief op. Pas in 1857, door technische verbeteringen die Werner Siemens doorvoerde in kabelleg-apparatuur waardoor kabels wel op grotere zeedieptes gelegd konden worden, wist Siemens de aanleg succesvol af te ronden. Een jaar later (1858) was John Watkins Brett mede betrokken bij de aanleg van de trans-Atlantische telegraafkabel.
Naast zijn technische verworvenheden was John Watkins Brett ook bekend van zijn kunst- en antiekverzamelingen.